# Mundos perdidos
Mundos Perdidos ( Lost Worlds en inglés) es una serie de televisión de The History Channel producida por Atlantic Productions que explora una variedad de "lugares perdidos" de la historia antigua a la historia moderna muchas veces. Estos lugares se revelan a través del uso de la evidencia arqueológica, entrevistas con expertos en la materia, y reproducciones CGI. Estas recreaciones visuales aparecen en forma de entornos tridimensionales y superposiciones fotográficas manipuladas, permitiendo que el "mundo perdido" se vea en un estado actual.

## Episodios
| N.º | Temp. | Nombre                                           | Localización                    | Fecha Estreno            |
| --- | ----- | ------------------------------------------------ | ------------------------------- | ------------------------ |
| 1   | 1     | Palenque, La Metrópolis de Los Mayas             | México                          | 4 de abril de 2005       |
| 2   | 1     | Los Caballeros Templarios                        | Siria                           | 10 de julio de 2006      |
| 3   | 1     | La Atlántida                                     | Grecia                          | 17 de julio de 2006      |
| 4   | 1     | El Imperio Egipcio de Ramsés                     | Egipto                          | 24 de julio de 2006      |
| 5   | 1     | Atenas, La Superciudad Antigua                   | Grecia                          | 31 de julio de 2006      |
| 6   | 1     | Las Ciudades Secretas de la Bomba Atómica        | Estados Unidos                  | 7 de agosto de 2006      |
| 7   | 1     | La Superciudad de Hitler                         | Alemania                        | 14 de agosto de 2006     |
| 8   | 1     | La Jerusalén de Jesús                            | Israel                          | 21 de agosto de 2006     |
| 9   | 1     | Los Bunkers Secretos de Churchill                | Inglaterra                      | 28 de agosto de 2006     |
| 10  | 1     | El Verdadero Drácula                             | Rumania                         | 4 de septiembre de 2006  |
| 11  | 1     | La Escocia de Corazón Valiente                   | Escocia                         | 11 de septiembre de 2006 |
| 12  | 1     | Los Primeros Cristianos                          | Grecia, Italia, Turquía         | 18 de septiembre de 2006 |
| 13  | 1     | Los Paganos                                      | Inglaterra                      | 25 de septiembre de 2006 |
| 14  | 2     | Las Siete Maravillas del Mundo                   | Egipto, Grecia, Irak, Turquía   | 1 de agosto de 2007      |
| 15  | 2     | Kama Sutra                                       | India                           | 8 de agosto de 2007      |
| 16  | 2     | Las Fábricas Secretas de la Bomba Atómica        | Estados Unidos                  | 15 de agosto de 2007     |
| 17  | 2     | Las Mega Estructuras de Enrique VIII             | Inglaterra                      | 22 de agosto de 2007     |
| 18  | 2     | Los Bunkers Secretos de los Estados Unidos       | Estados Unidos                  | 29 de agosto de 2007     |
| 19  | 2     | Herodes El Grande                                | Israel                          | 5 de septiembre de 2007  |
| 20  | 2     | Construyendo El Titánic                          | Irlanda                         | 12 de septiembre de 2007 |
| 21  | 2     | La Ciudad del Pecado del Oeste - Deadwood        | Estados Unidos                  | 19 de septiembre de 2007 |
| 22  | 2     | Los Vikingos                                     | Dinamarca, Inglaterra, Islandia | 26 de septiembre de 2007 |
| 23  | 2     | La ciudad secreta de Al Capone                   | Estados Unidos                  | 3 de octubre de 2007     |
| 24  | 2     | Los Hititas - El Superpoder Perdido de La Biblia | Turquía                         | 10 de octubre de 2007    |
| 25  | 2     | La Superciudad de Stalin                         | Rusia                           | 17 de octubre de 2007    |
| 26  | 2     | La Ciudad de Armagedón                           | Israel                          | 24 de octubre de 2007    |
| 27  | 2     | El Dr. Jekyll y Mr.Hyde                          | Inglaterra                      | 31 de octubre de 2007    |
| 28  | 2     | La Edad de Los Dirigibles                        | Alemania                        | 7 de noviembre de 2007   |
| 29  | 2     | La Fortaleza de Iván El Terrible                 | Rusia                           | 14 de noviembre de 2007  |
| 30  | 2     | Los Piratas del Caribe                           | Jamaica                         | 21 de noviembre de 2007  |
| 31  | 2     | El Taj Mahal                                     | India                           | 7 de diciembre de 2007   |
| 32  | 2     | La Ciudad Pérdida de Afrodita                    | Turquía                         | 7 de diciembre de 2007   |